# 13121 Tisza
A 13121 Tisza (1994 CN9) egy, a fő kisbolygóövbe tartozó kisbolygó, melyet is 1994. február 7-én fedezett föl Eric Walter Elst az Európai Déli Obszervatóriumban.

## Külső hivatkozások
- A 13121 Tisza kisbolygó a JPL Small-Body adatbázisában